# Entre ciel et terre
Pour les articles homonymes, voir Entre ciel et terre (homonymie).
Série
Né un 4 juillet
(1989)
Pour plus de détails, voir Fiche technique et Distribution.
Entre ciel et terre ou Le Ciel et la Terre au Québec (Heaven and Earth) est un film franco-américain réalisé par Oliver Stone et sorti en 1993.
C'est le troisième film de la trilogie d'Oliver Stone consacrée à la guerre du Viêt Nam (après Platoon et Né un 4 juillet). Le film est adapté de deux ouvrages écrits par Le Ly Hayslip sur son expérience de la guerre du Viêt Nam : When Heaven and Earth Changed Places et Child of War, Woman of Peace.

## Synopsis
Dans un petit village comme il en existe des milliers au Vietnam, la jeune Le Ly découvre la colère d'un peuple, son peuple. Dans une famille bouddhiste qui envoie deux de ses fils à la guerre, recrutés par les troupes du Viêt Nam du Nord. Les combattants sont ambivalents et brutaux. Les Américains et les forces gouvernementales du Sud Viêt Nam ne le sont pas moins. Et l'on a une parfaite critique des deux camps de cette guerre. Subissant les pires humiliations physiques et morales, la jeune fille fuit vers Saïgon, où le destin semble s'acharner contre elle, jusqu'au jour où elle fait la connaissance de Steve Butler, un soldat américain qui tombe fou amoureux d'elle. Il veut l'épouser et la ramener aux États-Unis.

## Fiche technique
- Titre original : Heaven and Earth
- Titre français : Entre ciel et terre
- Titre québécois : Le Ciel et la Terre[1]
- Réalisateur : Oliver Stone
- Scénariste : Oliver Stone, d'après les livres de Le Ly Hayslip et Jay Wurts
- Photographie : Robert Richardson
- Musique : Kitarō
- Montage : Sally Menke et David Brenner
- Production : A. Kitman Ho (en), Robert Kline, Arnon Milchan, Oliver Stone

Coproducteur : Clayton Townsend
Producteur délégué : Mario Kassar
Producteurs associés : Risa Bramon Garcia, Christina Rodgers, Richard Rutowski
- Sociétés de production : Alcor Films, Canal+, Ixtlan, New Regency Pictures, Regency Enterprises, TAE, Todd-AO Studios et Warner Bros.
- Distribution : Warner Bros.
- Durée : 140 minutes
- Genre : drame biographique, guerre
- Formats : 2,35:1 anamorphosé, vouleur - 35 mm / son : Dolby SR
- Langues originales : anglais, vietnamien
- Dates de sortie[1] :
  - États-Unis : 25 décembre 1993
  - France : 19 janvier 1994

## Distribution
- Hiep Thi Le (VQ : Hélène Lasnier) : Le Ly Hayslip
- Tommy Lee Jones (VF : Claude Giraud ; VQ : Jean Fontaine) : Steve Butler
- Joan Chen (VF : Yumi Fujimori ; VQ : Claudine Chatel) : Mama
- Haing S. Ngor (VQ : Vincent Davy) : Papa
- Thuan Le (VQ : Lisette Dufour) : Kim
- Debbie Reynolds (VQ : Yolande Roy) : Eugenia
- Dustin Nguyen : Sau
- Vinh Dang (VQ : Jacques Lussier) : Bon
- Mai Le Ho (VF : Hélène Chanson) : Hai
- Dale Dye (VQ : Claude Préfontaine) : Larry
- Tim Guinee : le jeune sergent
- Robert John Burke : Paul, un G.I.
- Vivian Wu (VQ : Élise Bertrand) : Madame Lien
- Long Nguyen (VQ : François Godin) : Anh
- Michael Paul Chan : l’interrogateur
- Timothy Carhart (VQ : Pierre Auger) : Big Mike
- Conchata Ferrell (VQ : Mireille Thibault) : Bernice
- Jeffrey Jones : le ministre
- Marshall Bell : un invité au diner
- Marianne Muellerleile : une invitée au diner
- Le Ly Hayslip: la bijoutière (caméo)
- Sean Stone : le jeune homme avec les missionnaires jésuites (non crédité)
- Donal Logue : Red (non crédité)

Source et légende : version québécoise (VQ) sur Doublage Québec et version française (VF) sur RS Doublage

## Production
Oliver Stone n'a pas été autorisé à tourner au Viêt Nam en raison du contenu du script, jugé peu flatteur à l'égard du Việt Cộng. Le tournage se déroule donc en Thaïlande et à Los Angeles.

## Musique
Albums de Kitarō
Live in America
(1992) Mandala
(1994)
La bande originale du film a été composée par le japonais Kitarō, qui remporte notamment le Golden Globe de la meilleure musique de film pour son travail.
Toutes les chansons sont écrites et composées par Kitarō.
| 1.  | Heaven And Earth (Land Theme)                                  | Kitarō              | 7:38  |
| 2.  | Sau Dau Tree                                                   | Kitarō, Hiep Thi Le | 3:37  |
| 3.  | Ahn & Le Ly Love Theme                                         | Kitarō              | 4:55  |
| 4.  | Saigon Reunion                                                 | Kitarō              | 5:48  |
| 5.  | ARVN                                                           | Kitarō              | 3:41  |
| 6.  | Sau Nightmare                                                  | Kitarō              | 0:58  |
| 7.  | V.C. Bonfire                                                   | Kitarō              | 0:47  |
| 8.  | Trong Com                                                      | Kitarō              | 0:43  |
| 9.  | Ahn's House: Entrance/ Please Come Visit My Village of Hoa Qui | Kitarō, Hiep Thi Le | 6:26  |
| 10. | Destiny                                                        | Kitarō              | 1:13  |
| 11. | Last Phone Call                                                | Kitarō              | 1:40  |
| 12. | A Child Without A Father                                       | Kitarō              | 2:04  |
| 13. | Village Attack/ The Arrest                                     | Kitarō              | 1:21  |
| 14. | Walk To The Village                                            | Kitarō              | 2:59  |
| 15. | Steve's Ghosts                                                 | Kitarō              | 1:31  |
| 16. | Return To Vietnam                                              | Kitarō              | 2:04  |
| 17. | Heaven And Earth (End Title)                                   | Kitarō              | 10:27 |

## Distinctions

### Récompense
- Golden Globes 1994 : meilleure musique de film pour Kitarō[6]

### Nominations
- ASC Awards 1994 : meilleure photographie d'un film pour Robert Richardson
- Japan Academy Prize 1994 : meilleur film étranger

## Analyse
Oliver Stone a participé à la guerre du Viêt Nam (1965-1975). Le film est marqué par son expérience. Il ne présente pas tant la violence physique, mais plutôt la violence morale entre les deux opposants du conflit, illustré par l'histoire de cette jeune Vietnamienne tiraillée entre deux mondes qui ne veulent pas d'elle, tiraillée entre ciel et terre.
L'interprétation de Tommy Lee Jones, dans un rôle assez inhabituel pour lui, est particulièrement émouvante. Le film consacre également le premier rôle de l'actrice d'origine vietnamienne Hiep Thi Le.